# クマシーブリリアントブルー
クマシーブリリアントブルー（Coomassie brilliant blue、略称CBB）はタンパク質の染色や定量分析に用いられる色素。クマシーブルーまたはクマシーともいう。元は羊毛を青く染めるために開発された酸性染料である。
分子構造の異なるクマシーG250（CAS No. [6104-58-1]）とクマシーR250（CAS No. [6104-59-2]）がある。なおCoomassieはインペリアル・ケミカル・インダストリーズ社の登録商標である。
クマシー分子は、芳香族アミノ酸などを介してタンパク質分子に吸着すると考えられている。この性質が試薬に応用される。

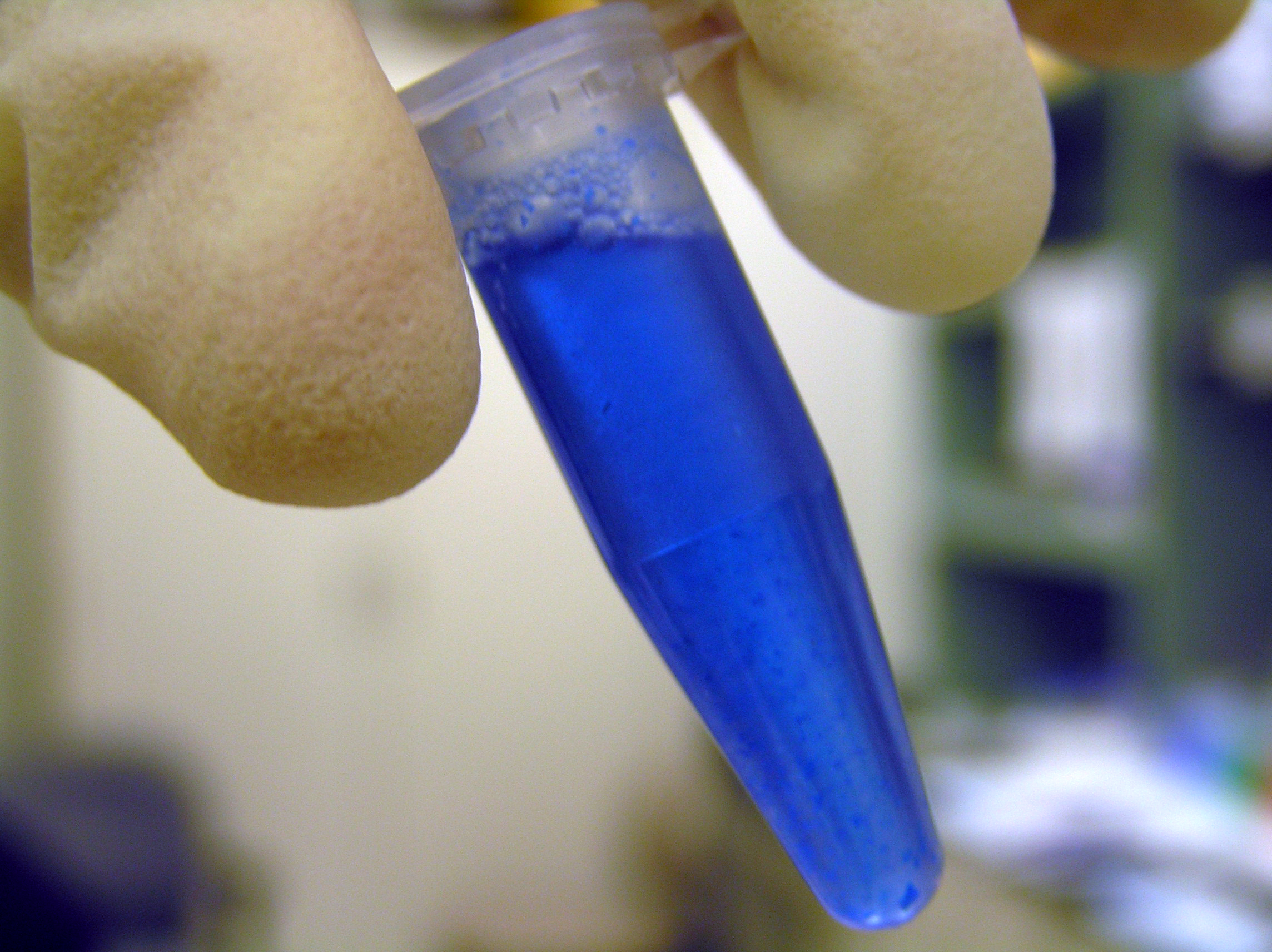
タンパク質によって青色に変色したクマシーブリリアントブルー

## 応用

### 電気泳動
クマシーはドデシル硫酸ナトリウム(SDS)-ポリアクリルアミドゲル電気泳動
（SDS-PAGE）の染色に用いられる（普通はR250を使う）。感度は銀染色より低いが、染色液に漬け脱色するだけ（1時間ほどでできる）という簡便さから繁用されている。透明なゲルの中にタンパク質が青いバンドとして見える。SDS-PAGEではタンパク質分子をSDSで変性させて泳動するので、ペプチド鎖の長さに従って（つまり分子量によって）分離することができる。
このほかSDSを使わず、代わりにクマシーで処理したタンパク質を電気泳動する方法（Blue 
native-PAGE、BN-PAGE）もある。これを使えば、変性していない自然な状態に近いタンパク質分子を、その分子（または分子複合体）の分子量ではなく大きさに従って分離することができる。クマシー分子は負の電荷を持つから、これをタンパク質に混ぜると、タンパク質分子が負に帯電しすべて陽極に向かって移動するようになる（SDSと同じ効果）。

### 定量分析
クマシーG250は、単独の酸性溶液では465nmに可視光の吸収極大を持ち褐色を呈するが、タンパク質に結合すると吸収極大が595nmに移動し青色に見える。これを利用したタンパク質定量法がブラッドフォード法である。この方法ではウシ血清アルブミンなどを標準物質に使うが、タンパク質の種類によって感度が異なる場合がある。

## 名の由来
クマシーという名前は、ガーナの都市クマシ（現在はKumasiと表記）に由来し、開発当時（19世紀末）にイギリスがここを植民地化したことを記念している。このほかにも染料の名前にはスーダン、コンゴなどアフリカの地名をとったものが多い。